# 하부르강

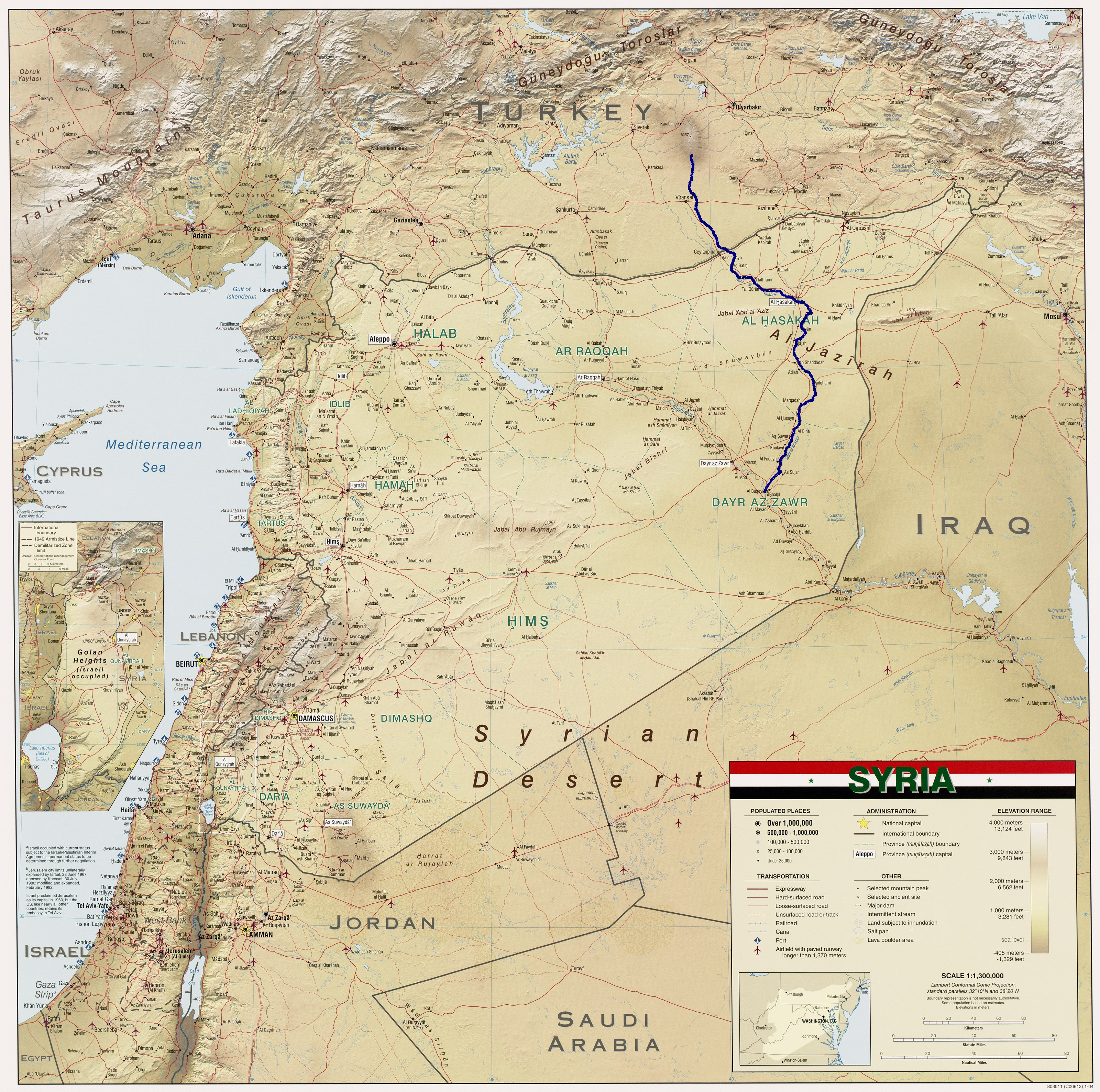
하부르강의 위치를 표시한 지도

하부르강은 남동 터키에서 시작하여 남쪽의 시리아로 흐른다. 그곳에서 그것은 유프라테스강으로 합류한다. 강은 아에이지, 다라, 지르지브, 자그자그, 라드 와 제르간강의 지류와 함께 한해의 대부분 흐르지 않는 계절적인 강이다.
하부르강이라는 다른 하나의 강이 터키 시르나크에서 시작하여 이라크의 자코를 거쳐 터키, 이라크, 시리아의 삼중점 근처에서 티그리스강으로 합류한다.